# Kelurahan Kalirejo (administrativ by i Indonesien, Jawa Timur, lat -7,58, long 112,79)
Kelurahan Kalirejo är en administrativ by i Indonesien.   Den ligger i provinsen Jawa Timur, i den västra delen av landet, 700 km öster om huvudstaden Jakarta.